# O Melhor que Pode Acontecer a um Croissant
Lo mejor que le puede pasar a un cruasán (publicado no Brasil como O Melhor que Pode Acontecer a um Croissant) é o primeiro romance de Pablo Tusset, publicado originalmente em 2001. Existe também uma versão cinematográfica, dirigida em 2003 pelo diretor espanhol Paco Mir.

## Enredo
O romance está ambientado entre 18 e 24 de junho de 1998, em Barcelona. O protagonista é Pablo Miralles, um homem de mais de trinta anos adito ao sexo, à Internet, ao haxixe, ao álcool, à cocaína e ao tabaco. É filho e irmão de reputados membros da classe alta burguesa. Vive do dinheiro da sua família, embora às vezes faz algum trabalho para o irmão. Num destes trabalhos Pablo intromete-se de mais, até que o pai é atropelado e o irmão sequestrado por uma sociedade secreta de estranhas ideias.